# Большое Забелино
Большое Забелино — село в Кольчугинском районе Владимирской области России, входит в состав Ильинского сельского поселения.

## География
Деревня расположена в 4 км на юг от центра поселения посёлка Большевик, в 8 км на северо-восток от райцентра города Кольчугино.

## История
В XIX веке село Забелино принадлежало помещикам Соймоновым, Митьковым, Косаговым. Ныне существующая церковь Воскресения Христова, каменная с такой же колокольней построена в 1807 году средствами помещика Михаила Васильевича Митькова вместо ветхого деревянного храма. Престолов в церкви два: в холодной в честь Воскресения Христова и в тёплом приделе - Святителя и чудотворца Николая. В советское время церковь закрыта, разрушена колокольня.
В конце XIX — начале XX века село Забелино входило в состав Давыдовской волости Юрьевского уезда, с 1924 года — в Кольчугинской волости Александровского уезда. 
С 1929 года деревня входила в состав Давыдовского сельсовета в составе Кольчугинского района, позднее вплоть до 2005 года деревня входила в состав Ильинского сельсовета (с 1998 года — сельского округа).

## Население
| 1859 | 1905 | 2002 | 2010 | 2021 |
| ---- | ---- | ---- | ---- | ---- |
| 273  | ↘176 | ↘5   | ↘2   | ↗11  |

## Достопримечательности
В селе находится восстанавливающаяся Церковь Воскресения Христова (1807).